# 铁草鞋
铁草鞋（学名：Hoya pottsii）为夹竹桃科球兰属的植物。分布于台灣本島以及中国大陆的广东、云南、广西等地，生长于海拔400米至600米的地区，常生长在密林中或大树上，目前尚未由人工引种栽培。

## 别名
三脉球兰（通称）；味卖龙（云南傣语）

## 异名
- Hoya pottsii Traill var. angustifolia (Traill) Tsiang et P. T. Li